# Roques de Cal Taó

Les Roques de Cal Taó, respecte del terme d'Abella de la Conca

Les Roques de Cal Taó és una formació rocosa que arriba als 1.176,3 metres d'altitud del terme municipal d'Abella de la Conca, a la comarca del Pallars Jussà, en territori del poble de Bóixols.
Es troba al sud-est de Bóixols, al davant seu a l'altre costat de la vall del riu de Pujals. Forma part del plegament en el qual s'obre el Forat de Bóixols. És a llevant i damunt del Forat.

## Etimologia
Es tracta d'un topònim romànic modern, de caràcter descriptiu: aquestes roques pertanyien a Cal Taó.